# Thời kỳ bắn phá ban đầu
Thời kỳ bắn phá ban đầu là thời kỳ ban đầu trong lịch sử hệ Mặt Trời, khi các mảnh vỡ và mảnh vụn do sự hình thành của Mặt Trời hay hệ Mặt Trời vẫn chưa được dọn dẹp sạch.
Thời kỳ này kéo dài khoảng gần 1 tỷ năm, từ khoảng 4 đến 3 tỷ năm trước. Nó được đặc trưng bằng các va chạm mạnh xảy ra thường xuyên trên tất cả các hành tinh và vệ tinh và dấu vết của chúng có thể còn lưu giữ được trên một số hành tinh hay vệ tinh như Sao Hỏa, Sao Kim hay Mặt Trăng. Sự sống trên Trái Đất xuất hiện vào khoảng thời gian sau khi thời kỳ bắn phá mạnh này kết thúc.
Một số giả thuyết cho rằng thời kỳ này là thời kỳ tạo ra nhiều nước trên Trái Đất.